# Osceola, Polk County
Osceola är en stad i Polk County i delstaten Wisconsin, USA. Vid folkräkningen år 2000 bodde 2 085 personer på orten. Den har enligt United States Census Bureau en area på totalt 95,1 km², varav 4,6 km² är vatten.